# Skelleftemål
Skelleftemål eller skelleftebondska ("sjeletmaLe", "sjeletbonnska" även "sjellet-" på dialekt) är en norrländsk dialekt som talas främst i norra Västerbotten. Skelleftemålet talas i bygderna längs Skellefteälven (Skellefteå, Norsjö, Malå och Arvidsjaurs kommuner). Dialekterna som talas i kustbygderna nära gränsen till Piteå kommun tenderar att gradvis gå över till pitemål. I bruksorterna uppstod det vanligen blandspråk på grund av inflyttning från andra orter. I dessa blandspråk har rikssvenskan haft en tydlig påverkan på satsbildningen, grammatiken och ordförrådet och det förekom stundom enstaka lånord från diverse dialekter.
Dialekten är nära släkt med de omgivande dialekterna utmed den västerbottniska och norrbottniska kusten, och påtagliga likheter finns även med österbottniska, jämtska och sydligare norrländska mål.
Under 1900-talet satsade myndigheterna på att försvenska språket i skelleftebygden, vilket ledde till att många föräldrar valde att inte prata bondska med sina barn.[källa behövs] Dialekten började därefter hastigt försvinna, och numera är det främst äldre människor och folk som vuxit upp på landsbygden som talar skelleftebondska. Numera talar de yngre och boende i centralorten Skellefteå rikssvenska med dialektinslag i uttal, språkmelodi och ordförråd. Några författare från skelleftebygden har skrivit litteratur på skelleftebondska, bland annat Sara Lidman, Torgny Lindgren, P.O. Enquist och Nikanor Teratologen.

## Karakteristika

### Vokalbalans
Såsom de flesta övriga norrländska dialekter kännetecknas skelleftemålet av vokalbalans. Den fornnordiska kortstavigheten har skelleftemålet till skillnad från pitemålet inte bevarat, dock har tvåstaviga ord som i fornnordiskan var långstaviga i skelleftemålet ofta tappat sista stavelsen helt, medan de som var kortstaviga har bevarat eller förstärkt andra stavelsen. Trots att långstaviga flerstaviga ord således har blivit enstaviga, har tvåstavighetsaccenten behållits i ordet, vilket då kallas cirkumflexaccent eller tvåtoppsaccent. Cirkumflexaccent brukar i svenskan förekomma i ordet "fan" (fa-an).

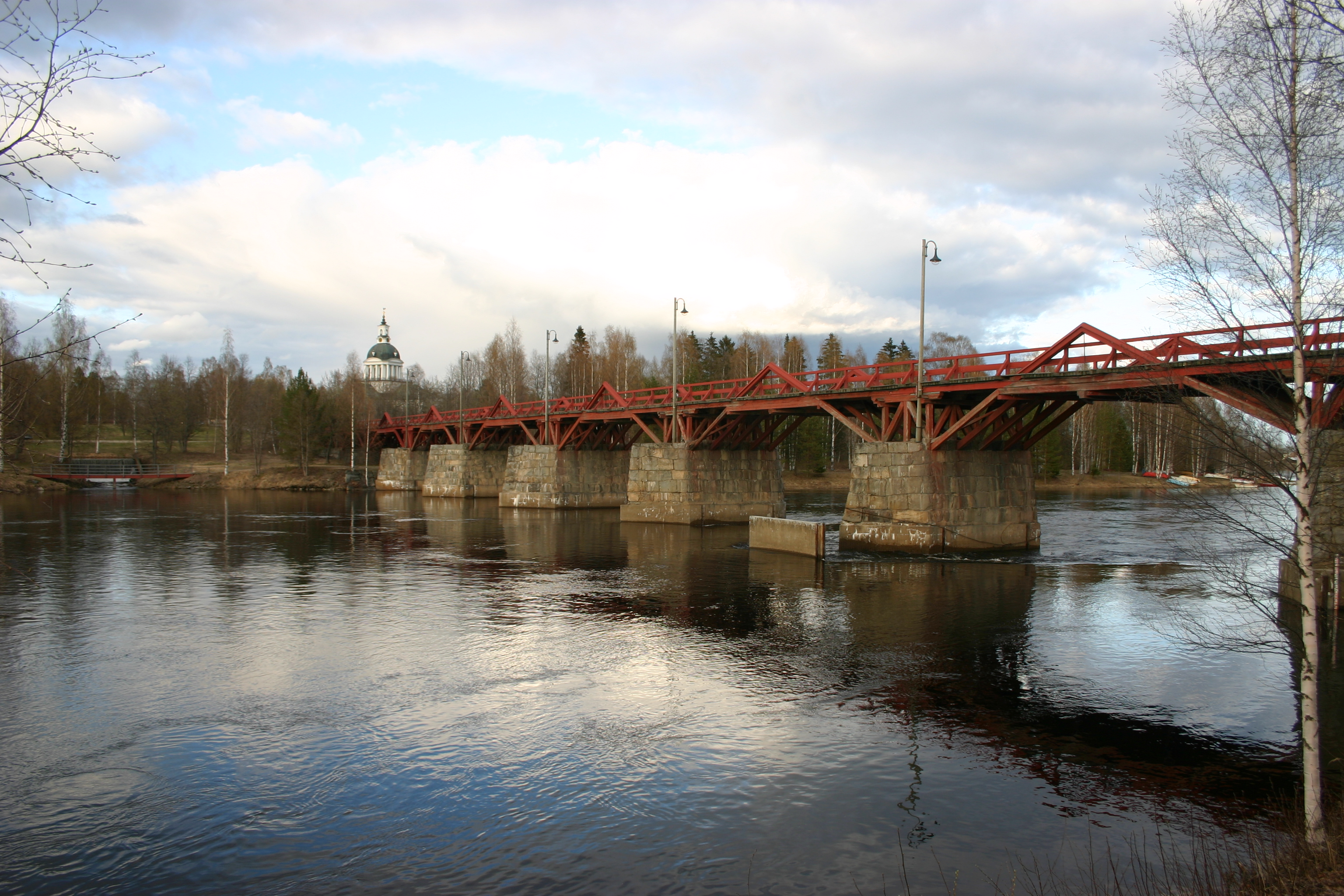
Skelleftebondskan talas främst längs Skellefteälven, bild på Lejonströmsbron som går över Skellefteälven i Skellefteå

| Skelleftemål   | Riksspråk | Fornsvenska | Beskrivning                                                                                 |
| -------------- | --------- | ----------- | ------------------------------------------------------------------------------------------- |
| hä`:ra /hɛ̀ːra/ | hare      | hari, hara  | ursprungligen kortstaviga ord → bevarad slutstavelse                                        |
| va`:ra /vɑ̀ːra/ | vara      | vara        | ursprungligen kortstaviga ord → bevarad slutstavelse                                        |
| gâ`:tu /gæ̀ːtɵ/ | gata      | gata, gatu  | ursprungligen kortstaviga ord → bevarad slutstavelse                                        |
| bâ`âkk /bæ̀ækː/ | backe     | bakke       | ursprungligen långstaviga ord → ej bevarad slutstavelse, tvåtoppsaccent på första stavelsen |
| va`:aL /vɑ̀ːɑɽ/ | varda     | varþa       | ursprungligen långstaviga ord → ej bevarad slutstavelse, tvåtoppsaccent på första stavelsen |
| la`amp /làamp/ | lampa     | lampa       | ursprungligen långstaviga ord → ej bevarad slutstavelse, tvåtoppsaccent på första stavelsen |
| båttn /bɔ́tːn̩/  | botten    | butn, botn  | ursprungligen enstaviga ord → ej tvåtoppsaccent                                             |
| va:L /vɑ́ːɽ/    | varder    | varþr       | ursprungligen enstaviga ord → ej tvåtoppsaccent                                             |
| grä:N /grɛ́ːɳ/  | gran      | gran, grän  | ursprungligen enstaviga ord → ej tvåtoppsaccent                                             |

### Vokaler
Skelleftemålet har likt gutamål bevarat diftonger från fornnordiskan. Dessa diftonger förekommer som /ai/ från både /ei/ och /øy/ och /au/ från /ǫu/. Orden "sten", "öra" och "gök" har historiskt haft diftonger och heter således staiN, aair och gauk (jfr. fornnordiska steinn, øyra, gǫukr). I ord där diftongerna hamnar före ett m, exempelvis i "hem" (f.no. heim), "gömma" (f.no. gøyma) och "ström" (f.no. strǫumr) monoftongeras de två förstnämnda till /â/ medan den sistnämnda monoftongeras till /ö/, och orden heter därmed hââmm, djââmm och strömm. I vissa fall så monoftongeras /ǫu/ till /â/, som i âmm (f.no. ǫumr). I Kågedalen brukar /ai/ monoftongeras till /â/ i alla positioner förutom utljud, så "ben" heter bâ:N (f.no. bein), men hö heter hai (f.no. høy). Skelleftemålet har också sekundära diftonger från gammalt ī, ȳ och ū, i form av /ei/, /öy/ och /öu/, varav dessa endast förekommer i utljud. Exempel på sådana ord är trei, möy och döu (jfr. f.no. þrīr, mȳ, þū). Annars uttalas både ī och ȳ som /i/ och ū som /u/, exempelvis i ord som i:s, miir och hu:s (f.no. īss, mȳrr och hūs). Kort i och y har diftongerats till /ei/ respektive /öy/, exempelvis i orden eint och möyttje. Diftongerna kan variera mellan olika byar, exempelvis så saknar nysätramålet i söder både primära och sekundära diftonger till skillnad från skelleftemålet och Burträsk som saknar den systematiska monoftongeringen av de fornnordiska nedärvda diftongerna före m. Fornnordiskt långt ē har i skelleftemålet brutits till /je/, till exempel så heter "lätt" (f.no. lēttr) jett på dialekt. Vokalljudet i ord som 'komma' och 'sova', uttalas i skelleftemålet med å-ljud liksom i riksspråket, medan vokalen har ett ö-aktigt uttal i södra Västerbotten. 
| Fornnordiska                                                                    | ei       | øy       | ǫu       | ī               | ȳ                  | ū                  |
| ------------------------------------------------------------------------------- | -------- | -------- | -------- | --------------- | ------------------ | ------------------ |
| Norr om Byskeälven                                                              | ei̯~ɛi̯~æi̯ | ei̯~ɛi̯~æi̯ | ɛɵ̯~æɵ̯~œɵ̯ | i:, ei̯ i utljud | i:, œʏ̯~i: i utljud | ʉ:, œ̯ʉ~e̯ʉ i utljud |
| Malå                                                                            | ai̯~ei̯    | ai̯~œʏ̯    | aɵ̯~œɵ̯    | i:, ei̯ i utljud | y:~i:, œʏ̯ i utljud | ʉ:, œʉ̯ i utljud    |
| Skellefteå, Jörn, söder om Byskeälven, Norsjö, vissa delar av Bureå, Arvidsjaur | ai̯       | ai̯       | aɵ̯       | i:, ei̯ i utljud | y:~i:, œʏ̯ i utljud | ʉ:, œʉ̯ i utljud    |
| Bureå                                                                           | ai̯~æi̯    | ai̯~æi̯    | aɵ̯~æɵ̯    | i:, ei̯ i utljud | y:~i:, œʏ̯ i utljud | ʉ:, œʉ̯ i utljud    |
| Burträsk                                                                        | æi̯~ei̯    | æi̯~ei̯    | æɵ̯       | i:, e̯i i utljud | y:, ʏi̯ i utljud    | ʉ:, œ̯ʉ i utljud    |
| Lövånger                                                                        | ei̯       | œʏ̯       | œɵ̯~ɞɵ̯    | i:              | y:                 | ʉ:                 |
| Nysätra                                                                         | e:       | ø:       | ɞ:       | i:              | y:                 | ʉ:                 |

### Konsonanter
Likt många andra dialekter så har både fornspråkligt /l/ och /rð/ utvecklats till tjockt-l. Ord som "hård" och "hål" uttalas därför som haL respektive håL (f.no. harðr och hol). De i fornnordiskan hårda k:en och g:en övergår till /tɕ/ respektive /dʒ/ framför en främre vokal, såsom i tjöörk (kyrka) och djära (göra). De blir också till skillnad från rikssvenskan också förmjukade i mitten av ord, som möyttje (mycket) och vaiddjen (väggen). Notera dock vaigg (vägg) med hårt g i obestämd form. Denna förmjukning har numera blivit ovanligare och följs inte regelbundet av alla talare i dag. Det gäller i synnerhet i fall där konsonanten skiftat i olika böjningsformer, som i nyss nämnda vaigg/vaiddjen eller paik/paitjen 'pojke'/'pojken'. Det förekommer också ett tonlöst l-ljud som är utvecklat från konsonantkombinationerna /sl/ och /tl/ som i orden baaihll (betsel) och nehll (nässla).
|              |              |              | Labiala | Dentala/Alveolara | Retroflexa | Palatala | Velara | Glottala |
| ------------ | ------------ | ------------ | ------- | ----------------- | ---------- | -------- | ------ | -------- |
| Nasala       | Nasala       | Nasala       | m       | n1                | ɳ          |          | ŋ      |          |
| Klusila      | Tonlösa      | Tonlösa      | p       | t1                |            |          | k      |          |
| Klusila      | Tonade       | Tonade       | b       | d1                |            |          | g      |          |
| Affrikativa  | Tonlösa      | Tonlösa      |         |                   |            | tɕ       |        |          |
| Affrikativa  | Tonade       | Tonade       |         |                   |            | dʑ3      |        |          |
| Frikativa    | Frikativa    | Tonlösa      | f       | s2, ɬ             | ʂ          |          |        | h        |
| Frikativa    | Frikativa    | Tonade       | v       |                   |            |          |        |          |
| Approximanta | Approximanta | Approximanta |         | l1                |            | j        | w      |          |
| Tremulanta   | Tremulanta   | Tremulanta   |         | r                 | ɽ          |          |        |          |

1 /n/, /t/, /d/ och /l/ är palataliserade i vissa ställningar.
2 /s/ uttalas som [ʃ] eller [ʂ] före /w/.
3 [j] kan förekomma som uddljud istället för [dʑ] hos vissa talare

## Grammatik

### Substantiv
Substantiven i skelleftemålet tillhör ett av tre genus: maskulinum, femininum eller neutrum. De kan i likhet med riksspråket stå i bestämd och obestämd form, samt i singular och plural. Vad gäller kasus kan de förutom nominativ och genitiv också stå i dativ och vokativ. (Ackusativ har samma form som nominativ.) Maskuliner får i regel ändelsen -(e)n i bestämd form, medan femininer får -a eller, för femininer som slutar på 'u', -n. Neutrer får -e i bestämd form.
Ursprungligen långstaviga maskulina pluraler fallit samman med kortstaviga maskulina pluraler, exempelvis långstaviga hesta 'hästar' i stället för det förväntade *heest, detta i analogi med kortstaviga maskuliner som daga 'dagar'.
I plural obestämd form övergår maskuliner och femininer till grav accent samtidigt som maskulinerna får ändelsen -a. Neutrer står oförändrade i plural obestämd form. I bestämd form plural får maskuliner -a eller -aN, medan femininer vanligen får -eN, båda i grav accent. Neutrer får -a, med oförändrad accent. Detta är de vanligaste böjningsmönstren, åtskilliga undantag finns.

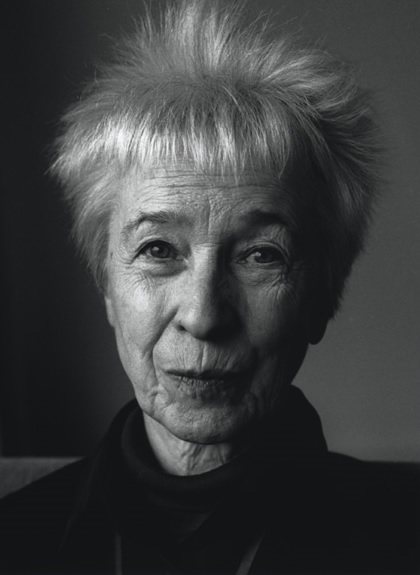
Sara Lidman var en av Skellefteås mest kända författare. Några av hennes litterära verk, i synnerhet romanen Tjärdalen är delvis skrivna på skelleftemål.

| Kön             | Singular | Singular      | Plural   | Plural   |
| Kön             | Obestämd | Bestämd       | Obestämd | Bestämd  |
| --------------- | -------- | ------------- | -------- | -------- |
| Maskulin (dag)  | dâ´:g    | dâ´:n/dâ´:jen | da`:ga   | da`:gaN  |
| Feminin (björk) | bje´rk   | bje´rka       | bje`erk  | bje`rkeN |
| Neuter (hus)    | hu´:s    | hu´:se        | hu´:s    | hu´:sa   |

### Pronomen
Något utmärkande för skelleftemålet är att det personliga pronomenet "jag" heter i på dialekt, däremot när det står i betonad ställning så heter det jig. Något som är vanligt förekommande i de norrländska dialekterna som också återfinns i skelleftemålet är att ordet "det" uttalas som he (kort e). Uttalet av pronomen ändras en del beroende på om det är i betonad eller obetonad ställning. I tabellen nedan har de betonade formerna skrivits inom parentes och lång vokal har markerats med ett kolon för tydlighetens skull. Märk att uttal kan skilja dialektalt från by till by.
| Kasus   | 1:a person     | 1:a person  | 2:a person    | 2:a person  | 3:e person            | 3:e person           | 3:e person    | 3:e person  | 3:e person     |
| Kasus   | Singular (jag) | Plural (vi) | Singular (du) | plural (ni) | Maskulinum (han, den) | Femininum (hon, den) | Neutrum (det) | Plural (de) | Reflexiv (sig) |
| ------- | -------------- | ----------- | ------------- | ----------- | --------------------- | -------------------- | ------------- | ----------- | -------------- |
| Subjekt | i (ji:g)       | ve(:)       | dö/du (döu)   | je(:)       | 'en, 'n (hann)        | 'oN, 'a, 'Na (hoNN)  | he            | dem         | X              |
| Objekt  | me(:g)         | ass         | de(:g)        | je(:)       | 'en, 'n (hann)        | 'a, 'Na              | 'e, 'ne (he)  | dem         | se(:g)         |
| Dativ   | me(:g)         | ass         | de(:g)        | je(:)       | 'åm, 'Nåm (ha`:Nåm)   | 'en, 'n (he`nnar)    | döy/he        | dem         | se(:g)         |

Likt norskan så brukar man sätta possesiven efter det som ägs, alltså så säger man exempelvis huse mett (mitt hus) och bilen hennars (hennes bil). 
| Numerus (+kasus) | 1:a person     | 1:a person     | 1:a person     | 1:a person   | 1:a person   | 1:a person    | 2:a person     | 2:a person     | 2:a person     | 2:a person  | 2:a person  | 2:a person    | 3:e person | 3:e person | 3:e person | 3:e person     | 3:e person     | 3:e person     |
| Numerus (+kasus) | Singular (min) | Singular (min) | Singular (min) | Plural (vår) | Plural (vår) | Plural (vår)  | Singular (din) | Singular (din) | Singular (din) | Plural (er) | Plural (er) | Plural (er)   | (hans)     | (hennes)   | (deras)    | Reflexiv (sin) | Reflexiv (sin) | Reflexiv (sin) |
| Numerus (+kasus) | Mask.          | Fem.           | Neut.          | Mask.        | Fem.         | Neut.         | Mask.          | Fem.           | Neut.          | Mask.       | Fem.        | Neut.         | (hans)     | (hennes)   | (deras)    | Mask.          | Fem.           | Neut.          |
| ---------------- | -------------- | -------------- | -------------- | ------------ | ------------ | ------------- | -------------- | -------------- | -------------- | ----------- | ----------- | ------------- | ---------- | ---------- | ---------- | -------------- | -------------- | -------------- |
| Singular         | menn           | mi`:iN         | mett           | vånn/vo`:or  | vo`:or       | vo`:re/vo`:or | denn           | di`:iN         | dett           | jenn/je`:er | je`:er      | je`:re/je`:er | hɑNNsj     | hennars    | dä`:res    | senn           | si`:iN         | sett           |
| Dativ Singular   | mi`:Nåm        | me`nnar        | mi`:Ne         | vo`:råm      | vo`:or       | vo`:re/vo`:or | di`:Nåm        | dennar         | di`:Ne         | je`:råm     | je`:er      | je`:re/je`:er | hɑNNsj     | hennars    | dä`:res    | si`:Nåm        | se`nnar        | si`:Ne         |
| Plural           | mi`:iN         | mi`:iN         | mi`:iN         | vo`:or       | vo`:or       | vo`:or        | di`:iN         | di`:iN         | di`:iN         | je`:er      | je`:er      | je`:er        | hɑNNsj     | hennars    | dä`:res    | si`:iN         | si`:iN         | si`:iN         |
| Dativ Plural     | mi`:Nåm        | mi`:Nåm        | mi`:Nåm        | vo`:råm      | vo`:råm      | vo`:råm       | di`:Nåm        | di`:Nåm        | di`:Nåm        | je`:råm     | je`:råm     | je`:råm       | hɑNNsj     | hennars    | dä`:res    | si`:Nåm        | si`:Nåm        | si`:Nåm        |

Ren genitiv är sällsynt, men när den förekommer, har den samma ändelse som dativen. Det normala är omskrivning med possessivpronomen (bo:ka hɑNNsj Helge = Helges bok, tjaingskoN hennars Eivor = Eivors näbbkängor) eller sammanskrivning (hästrompa = hästens svans). 
Dativ, vilket endast markeras i bestämd form, bildas i singular med -åm för maskuliner, -(e)n för femininer, och -en med grav accent för neutrer. I plural bildas dativen med -åm och grav accent i alla genus. Flera adjektiv och verb styr dativ.
Ackusativen är alltid lika med nominativen. 
Vokativ används vid tilltal av levande varelser. Ändelserna är -a i femininum singularis, ingen ändelse i maskulinum singularis, -ar i maskulinum pluralis, annars vanligen -e. Ex.: steinta (= [du] flicka), mamme ([Ni] mamma). (Förr användes pluralformen "je" (= Ni) vid hövligt tilltal, också till föräldrar och äldre.)
Många geografiska namn (inkl. byars namn) står i bestämd form eller dativ beroende på sammanhang (dära kLutmârrken = i Klutmark). Partitiv artikel används vid ämnesnamn och i pluralis (hoNN dreikk mjaLka = hon dricker mjölk; jfr Torgny Lindgrens böcker).
Personnamn förses med artiklar (som också kasusböjs), i nom. och ack. – "(e)n" för män och "a" för kvinnor: 
"I träffe 'n Sture" (Jag träffade (han) Sture.) "I gav 'åm Sture n'kLaakk" (Jag gav (honom) Sture en klocka.)
"Vårs jer 'a Sara?" (Var är (hon) Sara?)
Possessivpronomina står efter sitt substantiv och böjs i genus, numerus och kasus.
"NästdjäLa miiN" (min matsäck), "Einni skapåm miNåm" (i mitt skåp).

### Verb
Verben kan delas in i svaga, starka och oregelbundna verb. Samtliga verb, med undantag för 'gå' och 'stå', saknar -(e)r i presens. En stor grupp verb, svaga och ursprungligen kortstaviga, ser likadana ut i infinitiv, presens, preteritum och perfekt.  
Å baka 'att baka', I baka 'jag bakar', I baka 'jag bakade', I hâ baka 'jag har bakat'.  
Övriga svaga verb får -e i preteritum och perfekt.  
Å heemt 'att hämta', I heemt 'jag hämtar', I hemte 'jag hämtade', I hâ hemte 'jag har hämtat'.  
Starka verb har som i riksspråket vokalväxling i stammen. Å fara 'att fara', I fâr 'jag far', I for 'jag for', I hâ före 'jag har farit'; plur. ve foor  'vi for(o)'. 
Pluralböjning av verben förekommer i indikativ och imperativ. Pluralformen är i presens identisk med infinitivformen medan den i preteritum för svaga verb är identisk med singularformen. Starka verb har särskild pluralform i preteritum. Nö kåmma steinteN 'nu kommer flickorna', Dem djeeing först 'de gick först'.
Plural imperativ ändas på -eN, med grav accent: KåmmeN a etteN! 'kom och ät!'.
I skelleftemål kan man negera perfektformen av verb med o-. Betydelsen av verbet ändras då till 'inte ... än':
Bussn hâ okåmme 'bussen har inte kommit än', I hâ ovöre a hannle 'jag har inte varit och handlat än'.

## Kända fraser
- "HaTa boTTi haTn jer brâNo, å haTa boTTi he jer nallta." (Hälften av hälften är en hel del, men hälften av det är något (litet).)
- "I seg eint åmm'e" (jag är inte oenig med dig)
- "VäLise he" (Så bra)
- "Du vaL havaNe" (Ha det så bra)
- "I mått da raint eint vetta" (Jag vet faktiskt inte)
- "He djäll eint anne" (Det är inte så mycket att göra åt det)

## Ord och tal
Stavning och uttal: Stort /L/ betecknar tjockt l /ɽ/, stort /N/ betecknar retroflext n /ɳ/, stort /T/ betecknar retroflext t /ʈ/, /â/ markerar ett främre a-ljud /æ/, dubbelvokal markerar cirkumflexaccent.

### Tal 1-1000
- 1: aitt, aiN/ain
- 2: tjwå
- 3: trei
- 4: fiir
- 5: femm
- 6: saiks
- 7: sju
- 8: ɑɑtt
- 9: neei
- 10: teei
- 11: elva
- 12: tåLv
- 13: trettaN
- 14: fjoTaN
- 15: femtaN
- 16: saikstaN
- 17: sjuttaN
- 18: âTaN
- 19: nittaN
- 20: tjugu
- 30: tretti
- 40: föTTi
- 50: femti
- 60: saiksti
- 70: sjutti
- 80: atti, ateti (äldre)
- 90: nitti
- 100: hunnre
- 1000: tusn

### Ord

#### A
- Aldrig: aller
- Alfabet: âbbesdé
- Allting: ɑlldaila
- Annanstans: âderst
- Arbete, arbeta: ârrbait
- Auktion: âvesjóN

#### B
- Baklänges, bakåt, på rygg: atabâk
- Bara: bâra, bära (äldre)
- Barr: darinaL
- Ben: baiN
- Bestick, verktyg: deillfang
- Björk: bjerk
- Björn: bjäN, bjenn (äldre)
- Bli, må: vɑɑL
- Bord: boL
- Bra: brâ
- Bredvid: atve
- Broms (insekt): brems
- Brödspade: bröfjöL, bâkufjöL
- By: böy

#### D
- Det: he (kort e), i vissa positioner e och ne
- Detta: heNNa, hâNNa
- Dessa: demjeNNa
- Dåligt: daLit / obrâ
- Där: deNNa/dâNNa
- Du: dö / du (Obetonat) döu (Betonat)

#### E
- Egga, retas: aiddjes
- Enkom, speciell: aiNkåmm
- Envis: tjurut

#### F
- Flicka, tjej: steeint, fLeeikk
- Fotogen: foTTosjeN
- Ful: jut
- Fy, usch: houwa, höuwa, huwwa

#### G
- Ganska: brâNo
- Girig: djeru
- Gästabud, fest: djesstbå
- Gök: gauk
- Göra: djära

#### H
- Halkigt: skreNut
- Harkrank: möyskrank, langbaiNemöy
- Hem: hââmm
- Hemifrån: hâmma
- Hjortron(en): snåtter, snåttren
- Hos: nest
- Hur: höre/hure, hyri (Burträsk)
- Huruvida, ifall: hoTT
- Här: jeNNa/jâNNa

#### I
- Ihjäl: ihäL
- Ingefära: einnfjer
- Inte: eint

#### J
- Ja: jâ, jå, jo (det är vanligt att jo uttalas på inandning)
- Jag: i (obetonat), "i vait eint", jig (betonat)"jig a döu", je(g) och jä(g) (Burträsk och Lövånger)

#### K
- Kal: snau
- Kaffe: kâffi
- Kika: kååkks
- Koffert, baklucka: skuff
- Kotte: tjägeL
- Kuvert: kuvér, kåverk (äldre)

#### L
- Ladugård(en): fuus, fuse
- Lavskrika: rauåll, raufågeL, kåkksik
- Lägga, Ställa, Sätta: he / hev
- Lätt: jett

#### M
- Marknad: mâTTne
- Matsäcken: nestdjäLa
- Mycket: möyttje
- Mygga: möy
- Myra: maur / mauwer
- Mustasch: munntâsj
- Måste, vara tvungen: djetta
- Människa: mennisj

#### N
- Nej: nââ, naai, nai
- Ni: je, ji (Burträsk)
- Norrsken: latersjeN / latasjeN
- Några: nâger
- Någonstans: nâgerst
- Någonsin: naNNsjtin, nannsin
- Någonting, väldigt: nânnteing, "he snjöödd nânnteing" (det snöade väldigt mycket)
- Något (lite): nallta

#### O
- Ont: illt, "he tâg se illt a aann" (det gör så ont att andas)
- Ord: oL
- Orka: wåårrk, iis
- Orrhöna: öörr
- Orrtupp: wåårr

#### P
- Pank: bLâkk
- Pojke(n): paik, paitjen
- Potatis: potât, päreN
- På: oppa

#### R
- Ripa: ruup
- Rätt åt (någon): tjeNNlit, "he vâr tjeNNlit at de" (det var rätt åt dig)
- Rök: rauk
- Röksvamp: fjauksapp
- Rörigt, Ostädat: ostökut

#### S
- Se efter: sei aat
- Skata: sjir
- Skida: annar (höger skida), sji (vänster skida)
- Skidspår: anndöri
- Skorsten: murpip
- Snigel: surdjilt
- Snö: snjö
- Spindel: kangerövel, kangerovel (Bureå, Lövånger)
- Strunt: tjåller
- Stuga: stöuwu
- Svamp: sapp
- Svans: roomp
- Så där: seddeNNa
- Så här: seNNa/sâNNa
- Säl: sjäL

#### T
- Tidning: tinning
- Till: deill
- Tills: deillers/deillars
- Toalett: kLo
- Tokig: gaudut
- Tänka: taaintj

#### U
- Ugn: ommeN
- Upp: opp, åpp (yngre, vanligare i bruksorter och staden med omnejd)
- Ur, från: båTTi

#### V
- Vad: vå
- Vagel: aiterong
- Var: vårs
- Varannan: annwår(N)
- Vem: vemm/wåmm, ho (endast i uttrycket "ho vait?")
- Vi: ve

#### Y
- Ylletröja, gensare: gens

#### Å
- Åka skidor: räänn

#### Ä
- Ämbar, hink: emmer
- Är: sing. jer, plur. vara

#### Ö
- Öga: öög, auwe (äldre)
- Öra: aair
- Öst: aust

## Toponymer

### Skellefteå kommun
- Skellefteå: sje´:let, sje´llet, sjele´fft(e) (det senare uttalet var vanligt förekommande i staden)
- Ursviken: u´ssjvi:ka, o´ssjvi:ka
- Skelleftehamn: kâll`håLmen
- Morön: mo´:ra, mo´:N (dativ)
- Bureå: bu`:ur
- Kåge: kɑ`:ɑg
- Byske: bö`öystj, bö`öysk, bi`isk, bi`ske
- Boliden: bo`:li:a, bo`:li:da, bo`:li:n (dativ)
- Ersmark: â`:rsmârrk, e`:rsmârrk, ai`rsmârrk
- Lövånger: le`:vɑnger
- Jörn: jö´:N, jö`:råm (dativ)
- Medle: me`:el, me`:leN (dativ)
- Stackgrönnan: stâ`kkgrönna
- Bergsbyn: bä´rsböyn

### Norsjö kommun
- Norsjö: no´ssjö, no´ssji
- Mensträsk: me´NNsjträsk
- Svansele: sjwâ`Nsje:le

### Malå kommun
- Malå: ma`:Lå:
- Mörttjärn: må`TTjenn
- Rökå: rö´:ka
- Adak: â´:dâk

### Umeå kommun
- Umeå: u`umm

### Arvidsjaurs kommun
- Arvidsjaur: ârrvisjaur

### Piteå kommun
- Piteå: pi`:it, pö`:öyt (Byske), pa`:ait (Arvidsjaur)

### Luleå kommun
- Luleå: lu`:uL

### Gällivare kommun
- Gällivare: ji`llevâ:re